# Stewart McKnight
Stewart Gemmell McKnight (Ranfurly, 9 de enero de 1935 - Ranfurly, 8 de enero de 2021) fue un jugador de críquet neozelandés. Jugó siete partidos de primera clase para Otago entre 1958 y 1967.
McKnight creció en la propiedad familiar en Ranfurly, donde su padre murió en 1940 mientras buscaba oro. Además de jugar al críquet de primera clase para Otago, McKnight jugó al críquet de la Copa Hawke para Central Otago de 1963 a 1976. Fue capitán de Central Otago contra el Marylebone Cricket Club de gira en 1960-61 en Alexandra, con 48 puntos en la segunda entrada. Participó en una gira mundial con un equipo del Consejo de Cricket de Nueva Zelanda en 1964, jugando en 11 países. Su hijo Ken también jugó al críquet de primera clase para Otago. También fue árbitro de rugby, y representó a Nueva Zelanda en curling.